# Čudak iz pjatogo B
Čudak iz pjatogo B (Чудак из пятого «Б») è un film del 1972 diretto da Il'ja Abramovič Frėz.

## Trama
Lo scolaro Borya diventa un consigliere di prima classe ed è gradualmente intriso di interesse per il lavoro.